# Зальбкі
Зальбкі (пол. Zalbki, нім. Salbken) — село в Польщі, у гміні Дивіти Ольштинського повіту Вармінсько-Мазурського воєводства.
Населення — 130 осіб (2011).

## Демографія
Демографічна структура станом на 31 березня 2011 року:
|          | Загалом | Допрацездатний вік | Працездатний вік | Постпрацездатний вік |
| -------- | ------- | ------------------ | ---------------- | -------------------- |
| Чоловіки | 68      | 16                 | 45               | 7                    |
| Жінки    | 62      | 17                 | 37               | 8                    |
| Разом    | 130     | 33                 | 82               | 15                   |